# Clayton Stanley
Clayton “Clay” Iona Stanley (Honolulú, Hawái, 20 de enero de 1978) es un jugador de voleibol de Estados Unidos. 
Stanley jugó por la Selección de voleibol de Estados Unidos desde el año 2000, habiendo participado en dos Juegos Olímpicos, en 2004 y 2008. Fue el jugador más destacado en los Juegos Olímpicos de 2008 en Pekín, China, conduciendo a su equipo a la medalla de oro.

## Biografía
Jugando en los Juegos Olímpicos de 2004, Stanley condujo a su equipo, terminando quinto con un score de 110 puntos en 83 mates, 17 aces y 10 bloqueos. En los Juegos Olímpicos de 2008 en Pekín, China, contribuyó para que el seleccionado USA obtuviese su primera medalla de oro en 20 years. Por su performance durante el evento, fue elegido por la MVP, Mejor Scorer, y Mejor Saque de las Olimpiadas.
Con el club profesional Iraklis Thessaloniki, ganó la medalla de plata la 2004–05 Liga de Campeones CEV siendo premiado como "Mejor Scorer" y "Mejor Saque". The next season he also won the silver medal and was awarded "Best Scorer".
Jugando por el  Dynamo-Tattransgaz obtuvo la 2007–08 Indesit Liga de Campeones y también fue premiado individualmente como "Mejor Jugador".

## Clubs
- Panathinaikos Athens (2001–2004)
- Iraklis Thessaloniki (2004–2006)
- Zenit Kazán (2006–2010)
- Ural Ufa (2010–2011)

## Premios y reconocimientos

### Individuales
- Mejor sacador de la Liga Mundial de Voleibol de 2012
- Mejor sacador del Campeonato Mundial de Voleibol Masculino de 2010
- Mejor sacador de la Liga de Campeones de voleibol masculino de 2009-10
- Mejor sacador de los Juegos Olímpicos de Pekín 2008
- Mejor anotador de los Juegos Olímpicos de Pekín 2008
- Jugador más valioso de los Juegos Olímpicos de Pekín 2008
- Mejor jugador de la Liga de Campeones CEV 2007–08
- Dentro del mejor equipo de la temporada en la Liga de Voleibol Superior Masculino (Puerto Rico)
- Mejor anotador de la Liga de Campeones CEV 2005–06
- Mejor anotador de la Liga de Campeones CEV 2004–05
- Mejor sacador de la Liga de Campeones CEV 2004–05

### Selección nacional

#### Equipo Senior
- Grand Champions Cup de voleibol masculino de 2009,  Medalla de bronce
- Juegos Olímpicos 2008,  Medalla de oro
- Liga Mundial de Voleibol de 2008,  Medalla de Oro
- NORCECA Championship 2007,  Medalla de oro
- Copa América 2007,  Medalla de oro
- Liga Mundial FIVB 2007,  Medalla de bronce
- NORCECA Championship 2005,  Medalla de oro
- Grand Champions Cup de voleibol masculino de 2005,  Medalla de plata

### Clubs
- Liga de Campeones CEV 2007–08 Indesit -   Campeón, Dynamo-Tattransgaz